# 豊年駅 (平安北道)
豊年駅（プンニョンえき、朝鮮語: 풍년역）は、朝鮮民主主義人民共和国平安北道朔州郡にある駅であり、平北線に属する。 

## 歴史
- 1939年9月27日：朔州温泉駅として開業[1]。
- 日時不明：豊年駅に改称。

## 隣の駅
平北線
新温駅 - 豊年駅 - 西部駅